# Gordonia barbinervis
Gordonia barbinervis är en tvåhjärtbladig växtart som först beskrevs av Stefano Moricand, och fick sitt nu gällande namn av Wilhelm Gerhard Walpers. Gordonia barbinervis ingår i släktet Gordonia och familjen Theaceae. Inga underarter finns listade i Catalogue of Life.